# Hark! The Village Wait
Hark! The Village Wait é o disco de estréia, lançado em 1970, do grupo Steeleye Span. Esse é o único disco deles a trazer a formação inicial da banda, que se separou imediatamente após o lançamento, retornando com uma formação diferente, sem nunca ter se apresentado ao vivo. Portanto, é um dos dois únicos discos de estúdio do Steeleye Span a apresentar duas cantoras, (Maddy Prior e Gay Woods); o outro é Time (1996). Um tipo de som bastante semelhante foi o que, anos depois, Prior apresentou ao juntar-se a June Tabor para formar as Silly Sisters. O som do disco consiste essencialmente em música folk com umz cozinha (baixo e bateria) de rock acrescentada a algumas canções. O banjo tem papel proeminente em várias faixas, como "The Blacksmith", "Copshawholme Fair" e "Lowlands of Holland".
O título do disco não se refere à ação de esperar, mas a um "Wait". Waits eram pequenos grupos de instrumentistas de sopro que as cidades inglesas mantinham, a expensas públicas, entre os tempos dos Tudor até o começo do século XIX. Um vilarejo (o village do título), entretanto, seria provavelmente pequeno demais para manter um grupo assim, portanto o Wait a que se alude nesse título deve ser um dos Christmas Waits (grupos de cantores que cantavam canções natalinas à noite, em suas cidades, durante o período do Natal), como mencionados nos romances de Thomas Hardy.
A banda revisitou o material deste disco diversas vezes ao longo dos anos. No seu segundo disco, Please to See the King, apresentaram uma nova versão de "The Blacksmith". Em Back in Line, trouxeram uma versão nova ao vivo de "Blackleg Miner", e uma terceira versão desta apareceu em Present--The Very Best of Steeleye Span. Em Time, repetiram "Twa Corbies".  "Copshawholme Fair" foi gravada primeiro por Hart e Prior no disco "Folk Songs of Olde England Vol. 2", dois anos antes. Copshaw Holm, também conhecida como Newcastleton, é sede de um festival de música folk desde 1970. Maddy Prior morou ali perto, perto da fronteira da Cumbria, em "Stones Barn", por vários anos.
Entre as canções do disco estão a versão a capella de "A Calling-On Song" (a primeira de várias canções a capella gravadas pela banda), "Blackleg Miner", "Dark-Eyed Sailor", e "The Lowlands of Holland".
O disco foi lançado originalmente pela RCA na Inglaterra com uma capa completamente diferente.

## Formação
- Maddy Prior (vocais),
- Tim Hart (vocais, guitarra, saltério elétrico, rabeca, banjo, harmonium)
- Ashley Hutchings (contrabaixo)
- Terry Woods (vocais, guitarra, concertina, mandola, banjo, bandolim)
- Gay Woods (vocals, concertina, auto-harpa, bodhrán)

Convidados:
- Gerry Conway (bateria)
- Dave Mattacks (bateria)

## Faixas
1. "A Calling-on Song" (Ashley Hutchings)
2. "The Blacksmith" (Tradicional)
3. "Fisherman's Wife" (Ewan MacColl)
4. "Blackleg Miner" (Tradicional)
5. "Dark-Eyed Sailor" (Tradicional)
6. "Copshawholme Fair" (Tradicional)
7. "All Things Are Quite Silent" (Tradicional)
8. "The Hills Of Greenmore" (Tradicional)
9. "My Johnny Was A Shoemaker" (Tradicional)
10. "Lowlands of Holland" (Tradicional)
11. "Twa Corbies" (Tradicional)
12. "One Night As I Lay On My Bed" (Tradicional)